# Mont Mukotaka
Le mont Mukotaka est le troisième plus haut sommet de l'île de Mangareva avec 211 m aux îles Gambier en Polynésie française.